# راينر كرافت (سياسي)
راينر كرافت هو سياسي ألماني، ولد في 8 يناير 1974 في غرافلفينغ في ألمانيا. نشط حزبياً في البديل من أجل ألمانيا. في الانتخابات الفيدرالية الألمانية 2017، انتخب عضو في البوندستاغ الألماني عن دائرة Augsburg-Land ‏ وقد انضم خلال البوندستاغ الألماني التاسع عشر (24 أكتوبر 2017 – ) للكتلة البرلمانية جماعة حزب البديل من أجل ألمانيا في البوندستاغ ‏.